# Sitapur (dystrykt)
Sitapur (dystrykt) – dystrykt w stanie Uttar Pradesh w Indiach.